# Promieniści (Gwardia Ludowa)

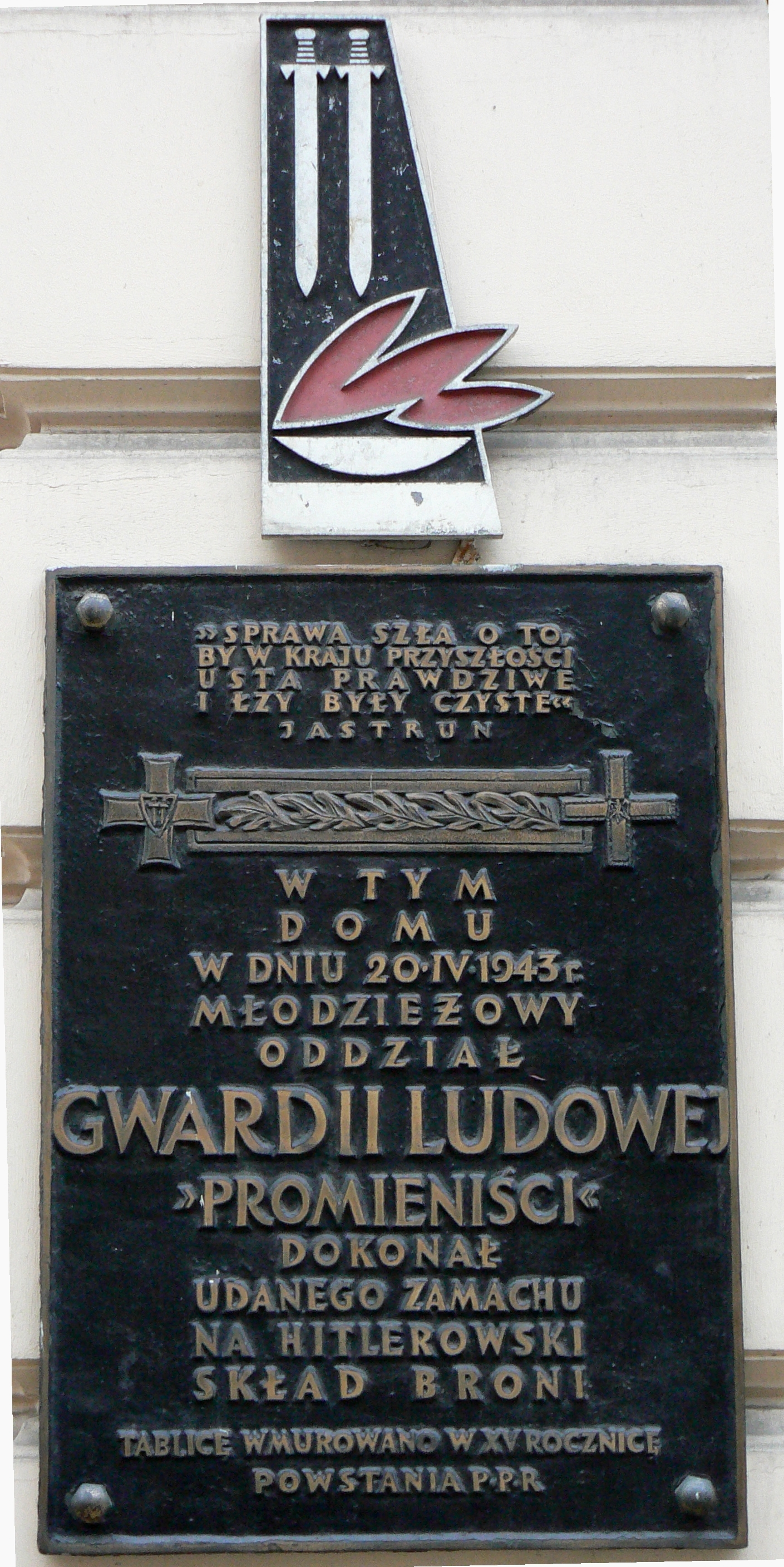
Nieistniejąca tablica upamiętniająca dokonanie udanej akcji przez wydzielony oddział Gwardii Ludowej pn. „Promieniści” na sklep z bronią przy Piotrkowskiej 83 w dzień urodzin A. Hitlera (20 kwietnia 1943)

Promieniści – łódzka grupa partyzancka, oddział młodzieżowy Gwardii Ludowej, powstały w 1941 roku.

## Historia
Grupa partyzancka „Promieniści” zawiązała się 1 września 1941 podczas II wojny światowej. Jej twórcami byli nastoletni mężczyźni: Stanisław „Leszek” Gajek – komendant zastępca komendanta, Franciszek Prożek, Eugeniusz Lisiak i Mieczysław Wołos, członkowie 16 Łódzkiej Drużyny Harcerskiej na Bałutach. Redaktorem gazetki grupy „Promienisty” był Stanisław Gajek. Latem 1942 roku organizacja weszła w skład Gwardii Ludowej, będąc oddziałem młodzieżowym. W ramach grupy działało 6 grup dzielnicowych, złożonych z 40 członków. Z czasem przekształcono je w 3 11-osobowe grupy oraz specjalną grupę wypadową – jedną z ważniejszych grup bojowych GL na terenie Łodzi, w której skład wchodzili: Stanisław Gajek, Franciszek Prożek, Eugeniusz Lisiak, M. Wolski, Tadeusz Dominiak, Marian Witulski, R. Cieślak, Tadeusz Cioch, Antoni Grabowski, W. Krzyżaniak i J. Solarek.
Od 1942 oddział organizował akcje bojowe. 
W połowie 1942 r. organizacja „Promienistych” liczyła 40 członków. Grupy posiadały stałe punkty kontaktowe:
-Kierownictwo (mieszkanie przy ul. Porzeczkowej 5)
-Marysin (mieszkanie Gacha i rezerwowe Krakowiaka)
-Bałuty (mieszkanie Witulskiego przy ulicy Kochanowskiego)
-Julianów (mieszkanie Lisiaka przy ulicy Włościjańskiej)
-Śródmieście (mieszkanie Fibaków przy ulicy Żeligowskiego)
-Chojny (mieszkanie przy ulicy Rzgowskiej)
-Doły (mieszkanie przy ulicy Brzezińskiej)
W 1943 dowództwo nad oddziałem przejął Czesław Szymański. 8 maja 1943 oddział został ostrzelany w lasach psarskich w gminie Bielawy, gdzie zginęła znaczna część oddziału. W lipcu 1943 aresztowano Franciszka Prożka i rozstrzelano za zamach na gestapowca. 13 lipca 1943 aresztowano Stanisława Gajka i wywieziono do obozu koncentracyjnego, a dowództwo przejęła Henryka „Hania” Fibak, która również została zamordowana przez Niemców, wraz z bratem i siostrą, będącymi członkami Promienistych. Do początku 1944 tylko kilkoro członków Promienistych pozostało przy życiu. W bezpośredniej walce i w katowniach Gestapo zginęło 18 Promienistych. Po wyzwoleniu ziem polskich spod okupacji niemieckiej, oddziały partyzanckie uległy reorganizacji, wcielano je do Wojska Polskiego, kierowano na przeszkolenie bojowo-dywersyjne lub do pracy w Milicji Obywatelskiej i radach narodowych.

### Niektóre akcje bojowe
- podpalenie stodoły we wsi Klęki k. Łodzi (jesień 1942),
- podpalenie 4 stodół ze zbożem w Srebrnej zamieszkałej przez Niemców (grudzień 1942),
- rozkręcenie szyn kolejowych na trasie Stryków – Zgierz, skutkujące wykolejeniem pociągu wojskowego,
- zajęcie składu broni przy ul. Piotrkowskiej 83, obezwładnienie personelu, zdobycie 10 pistoletów i 18 tys. nabojów, magazynki i przybory do czyszczenia broni (17–18 kwietnia 1943),
- zdobycie pistoletu i 200 marek w sklepie w Pabianicach oraz karabinu i 1500 marek w mieszkaniu żandarma (24 kwietnia 1943),
- zdobycie 2 pistoletów, 160 nabojów w sklepie przy ul. Srebrzyńskiej w Łodzi oraz konfiskata karabinów z amunicją i 1500 marek w mieszkaniu gestapowców[1].

## Upamiętnienie
- 30 kwietnia 1960 Komendant Chorągwi łódzkiej nadał Hufcowi Łódź-Bałuty prawo posiadania sztandaru i nazwę „Hufiec Łódź – Bałuty Promienistych”[5].
- W 1963 ul. Głucha Wieś przemianowano na ul. Franciszka Prożka[6], będącego zastępcą komendanta Promienistych[1]. Po dekomunizacji w 2018 przemianowano ją na ul. Wojciecha Killara[7].
- W 1963 imię Promienistych nadano parkowi w Łodzi (obecnie park im. Szarych Szeregów)[6]. W parku znajduje się głaz, który upamiętnia działalność Promienistych[8].
- W 1971 nową ulicę na osiedlu Doły w Łodzi nazwano ul. Rodzeństwa Fibaków[9]. Po dekomunizacji w 2018 przemianowano ją na ul. Strajku Łódzkich Studentów 1981 r.[7]
- W gminie Bielawy znajduje się pomnik upamiętniający 5 poległych członków oddziału w walkach z okupantem 8 maja 1943[3].